# Veltins-Arena
La Veltins-Arena ou Arena AufSchalke est un stade de football situé dans la ville allemande de Gelsenkirchen. Inauguré en 2001, il accueille les matchs du club de Schalke 04 évoluant en 2. Bundesliga. En 2005 il a été rebaptisé Veltins-Arena, du nom de l'ancien sponsor du club (Veltins).
La capacité de l'arena s'élève à 62 271 spectateurs lors des rencontres du championnat allemand, ramenée à 54 740 pour les matchs internationaux. Dans cette configuration l'Arena AufSchalke ne propose plus que des places assises. Le toit rétractable, constitué de fibre de verre recouverte de téflon peut s'ouvrir ou bien protéger toute la surface du stade.

## Histoire
Le projet d'un nouveau stade afin de remplacer le vieillissant Parkstadion par une arène multifonctions voit le jour à la fin des années 1990. La victoire de Schalke lors de l'édition 1997 de la coupe UEFA et l'approche du centenaire du club ne font qu'accélérer les choses.
L'Arena AufSchalke est construite à proximité de l'ancien stade, sur des terrains appartenant au club.
Le niveau de prestations permet à ce stade d'être classé « cinq étoiles » par l'UEFA (en 2006, ce niveau est remplacé par la « catégorie 4 »). Des finales de Ligue des champions peuvent donc s'y dérouler, comme lors de l'édition 2003-2004. L'Arena Aufschalke accueille également des matchs de la ligue européenne de football américain ainsi que des concerts (AC/DC, U2, Bruce Springsteen, Bon Jovi).

## Spécificités
L'aire de jeu amovible peut être sortie de l'enceinte du stade en quatre heures, ce qui permet de ne pas l'endommager durant les concerts et de favoriser la croissance de la pelouse dans des conditions naturelles. 
Quatre écrans géants sont fixés de chaque côté d'un cube en suspension au-dessus du rond central. Chaque écran a une surface de 76,32m², ce qui en fait le plus grand cube vidéo d'Europe .
Le stade comporte quinze restaurants et trente-cinq cafés. Ces lieux de restauration ont la particularité d'être alimentés en bière par un réseau de distribution comportant cinq kilomètres de canalisations qui amènent le breuvage depuis un grand réservoir commun d'une capacité de 52 000 litres.

## Événements
- Finale de la Ligue des champions de l'UEFA 2003-2004, 26 mai 2004
- Coupe du monde de football de 2006
- 2007 Speedway Grand Prix of Germany, 13 octobre 2007
- 2008 Speedway Grand Prix of Germany, 11 octobre 2008
- Match d'ouverture du Championnat du monde de hockey sur glace 2010, 7 mai 2010 entre l'équipe des États-Unis et l'équipe d'Allemagne pour le seul match qui se déroula dans l'enceinte de Gelsenkirchen
- Le stade accueille chaque mois de décembre depuis 2002 le World Team Challenge (de), compétition de biathlon à l'intérieur même du stade, dont la capacité d'accueil est alors de 52 000 places.
- Phase finale de la Ligue Europa 2019-2020
- Championnat d'Europe de football 2024

### Coupe du monde de football 2006
Les matchs suivants ont eu lieu dans le FIFA WM-Stadion Gelsenkirchen lors de la Coupe du monde 2006 :
| Date             | Heure (HNEC) | Équipe 1   | Score                | Équipe 2             | Tour            | Spectateurs |
| ---------------- | ------------ | ---------- | -------------------- | -------------------- | --------------- | ----------- |
| 9 juin 2006      | 21 h         | Pologne    | 2 - 0                | Équateur             | Groupe F        | 52 000      |
| 12 juin 2006     | 18 h         | États-Unis | 0 - 3                | Tchéquie             | Groupe E        | 52 000      |
| 16 juin 2006     | 15 h         | Argentine  | 6 - 0                | Serbie-et-Monténégro | Groupe C        | 52 000      |
| 21 juin 2006     | 15 h         | Portugal   | 2 - 1                | Mexique              | Groupe D        | 52 000      |
| 1er juillet 2006 | 17 h         | Angleterre | 0 - 0 ap (1 - 3 tab) | Portugal             | Quart de finale | 52 000      |

### Championnat d'Europe de football 2024
Les matchs suivants ont eu lieu dans l'Arena AufSchalke lors de l'Euro 2024.
| Date         | Heure (HNEC) | Équipe 1   | Score   | Équipe 2   | Tour               | Spectateurs |
| ------------ | ------------ | ---------- | ------- | ---------- | ------------------ | ----------- |
| 16 juin 2024 | 21 h         | Serbie     | 0 - 1   | Angleterre | Groupe C           | 48 953      |
| 20 juin 2024 | 21 h         | Espagne    | 1 - 0   | Italie     | Groupe B           | 49 528      |
| 26 juin 2024 | 21 h         | Géorgie    | 2 - 0   | Portugal   | Groupe F           | 49 616      |
| 30 juin 2024 | 18 h         | Angleterre | 2 - 1ap | Slovaquie  | Huitième de finale | 47 244      |

## Galerie

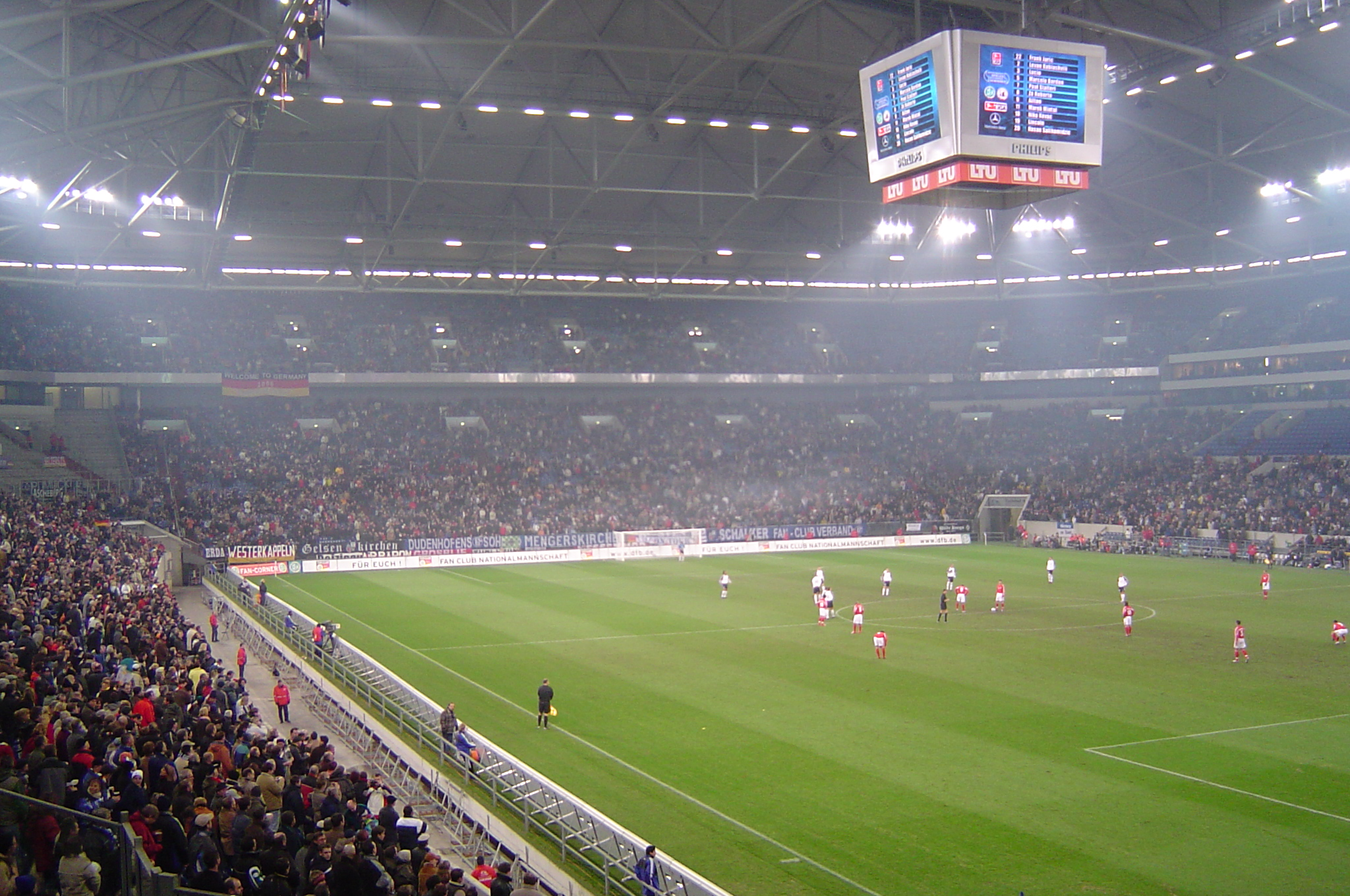
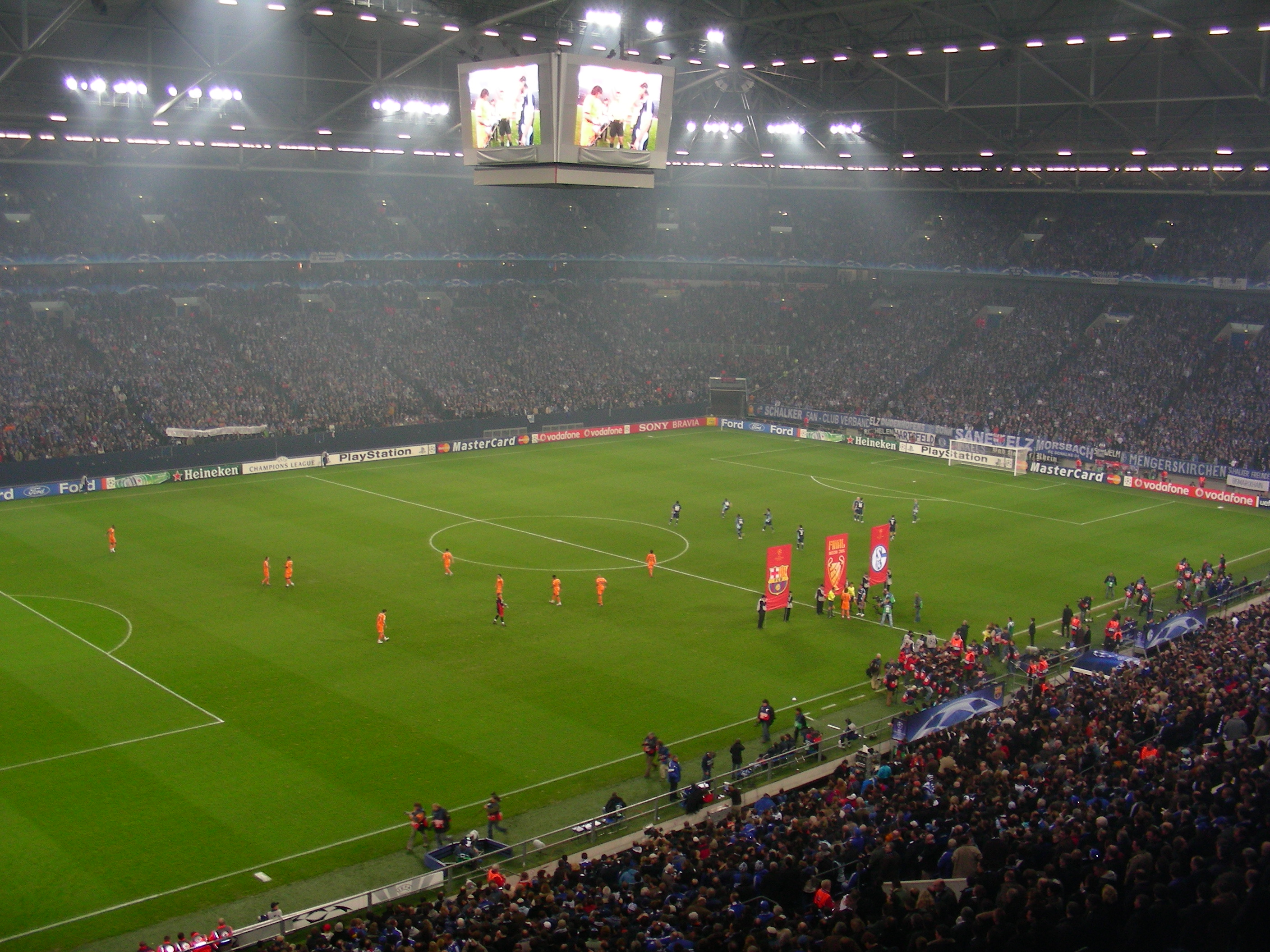
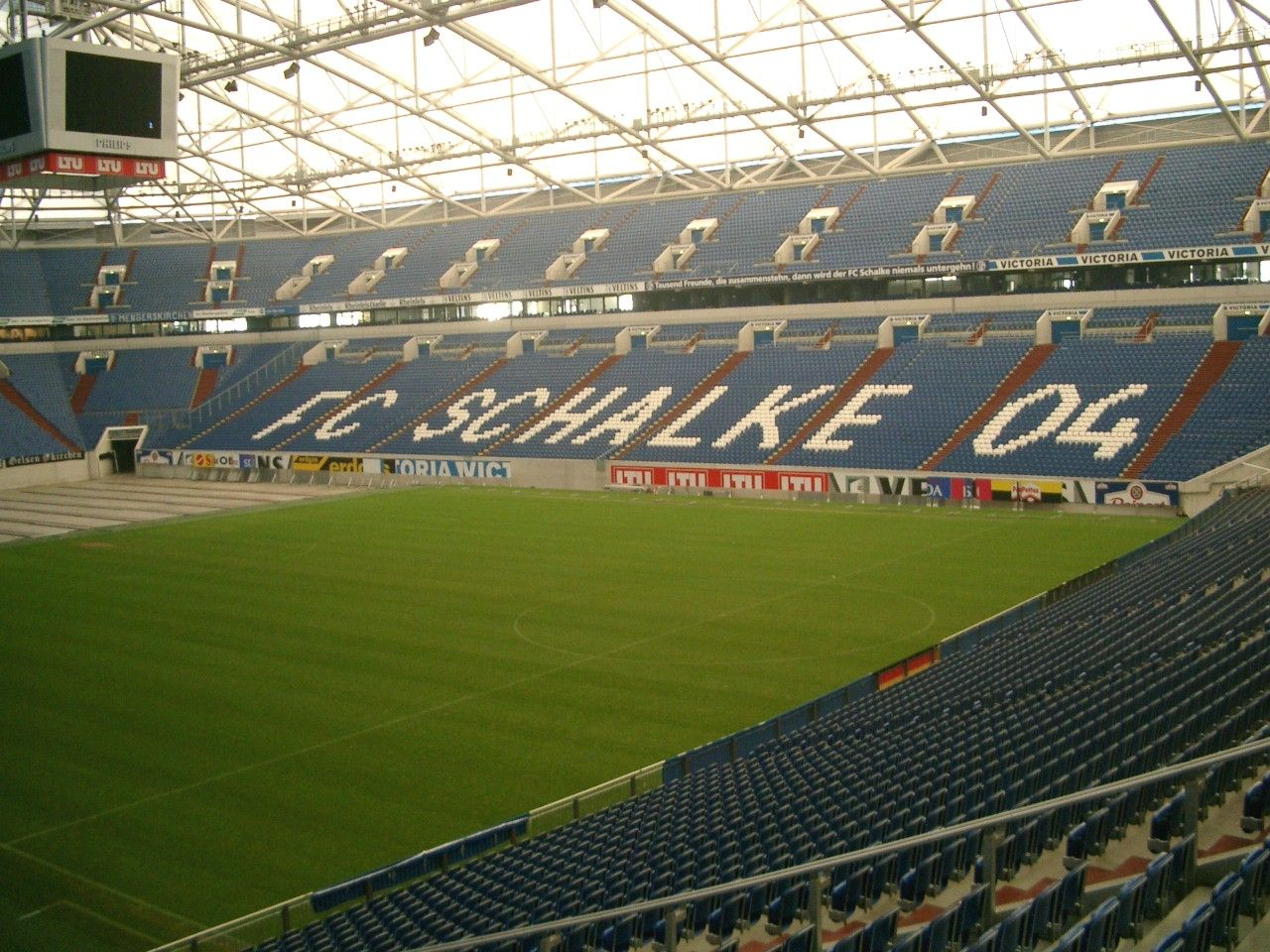
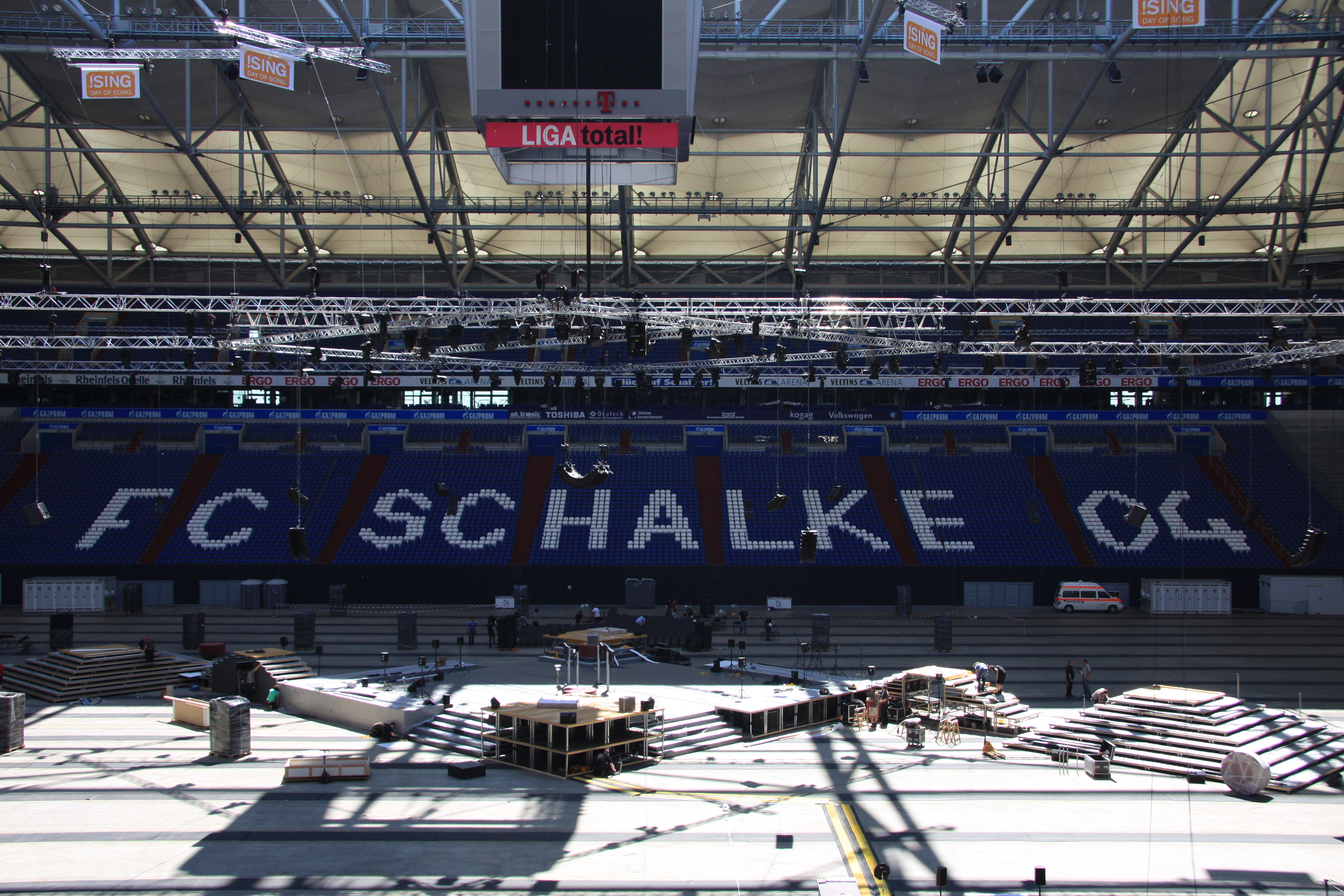
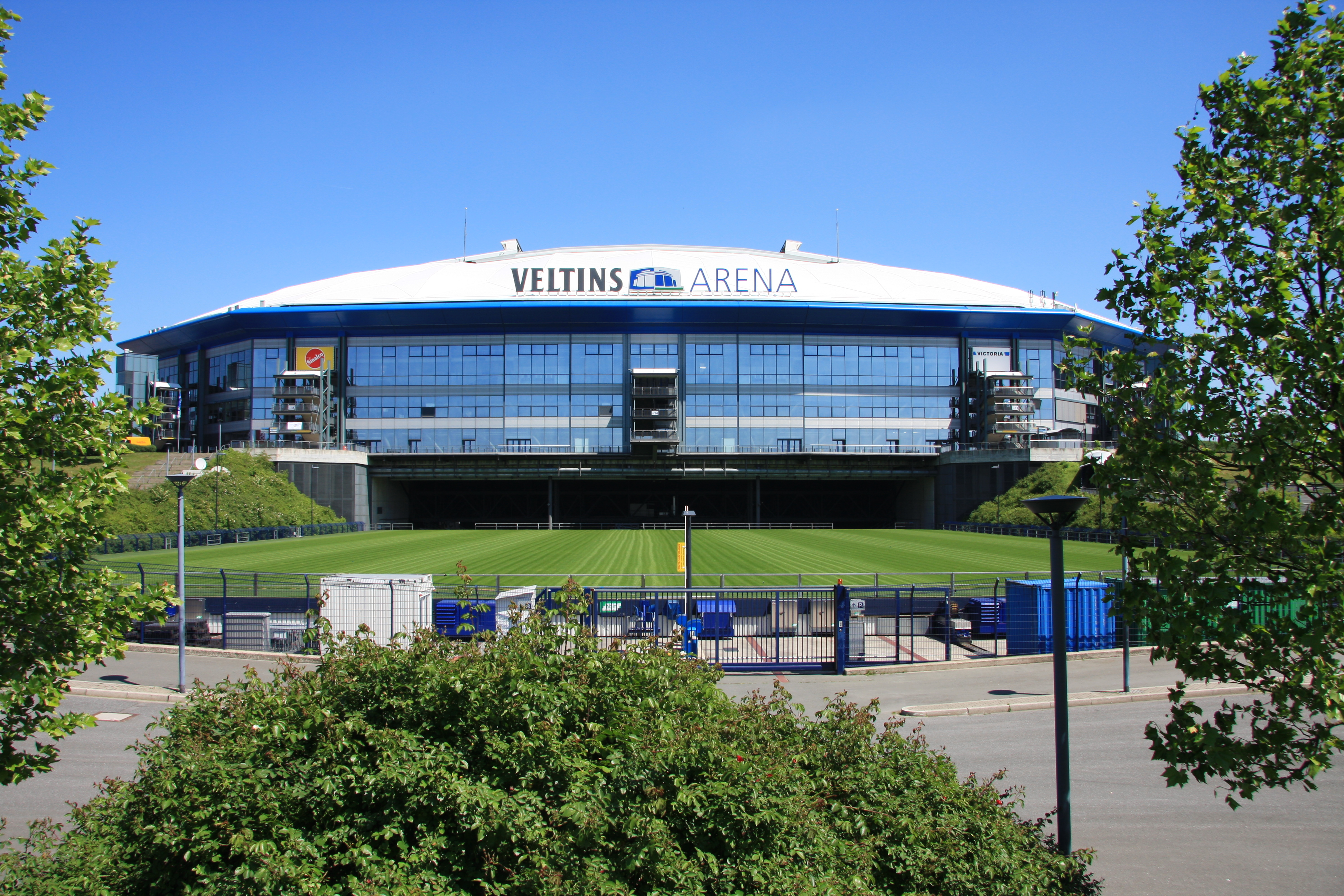